# Тойво Куула
Тойво Тімотеус Куула (фін. Toivo Timoteus Kuula; 7 липня 1883, Тюося — 18 травня 1918, Війпурі) — фінський композитор і диригент.

## Біографія
Навчався в музичному Інституті Гельсінкі, стажувався в Лейпцигу, Парижі і Берліні. Під час навчання працював викладачем і диригентом у Баша, а також диригував оркестром в Оулу. У 1912 році став помічником диригента місцевого оркестру і з 1916 по 1918 роки обіймав таку ж посаду в Гельсінському міському оркестрі.

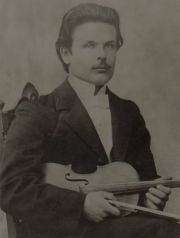
Тойво Куула

Його композиторська діяльність багато в чому зазнала впливу Яна Сібеліуса, концентруючись, зокрема, на фінській народній музиці. Куула відомий в основному своїми піснями і вокальними творами (він написав 24 пісні для голосу і фортепіано), але крім цього є автором камерно-інструментальних творів та незакінченого циклу Stabat Mater.

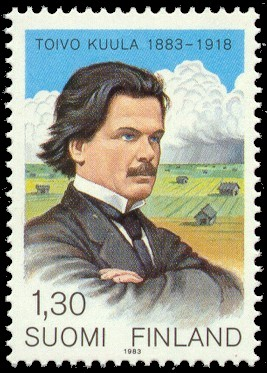
Тойво Куула на фінській поштовій марці, 1983

Тойво Куула помер у лікарні Виборгу в 1918 році після смертельного кульового поранення, якого завдав йому офіцер у суперечці.